# Primocerioides beijingensis
Primocerioides beijingensis är en tvåvingeart som beskrevs av Yang och Cheng 1998. Primocerioides beijingensis ingår i släktet Primocerioides och familjen blomflugor. Inga underarter finns listade i Catalogue of Life.